# Hernán Noriega
Hernán Noriega fue un político peruano.
Fue elegido en 1907 como diputado suplente de la provincia de Pasco, que aún pertenecía al departamento de Junín siendo reelegido en 1913,junto a Héctor Escardó Salazar y Pedro Larrañaga quienes fueron elegidos como diputados titulares o propietarios. Cumplió su mandato durante los gobiernos de Guillermo Billinghurst, Oscar R. Benavides y el segundo gobierno de José Pardo.